# Olympiska sommarspelen 1928
Olympiska sommarspelen 1928 var de nionde moderna olympiska spelen och hölls i Amsterdam i Nederländerna mellan den 17 maj och den 12 augusti. Cirka 666 000 åskådare bevistade tävlingarna. Stadiontävlingarna började inte förrän den 28 juli, men landhockeyturneringen hade avgjorts i maj och fotbollen genomförde sin turnering i maj-juni.

## Att notera
- Vid öppningsceremonin gick, för första gången, Greklands trupp först och värdlandet sist och så har det varit alltsedan dess.
- 28 olika nationer tog guld, en notering som inte överträffas på fyrtio år.
- Kvinnor fick äntligen deltaga i gymnastik och friidrott.
- Första kvinnliga friidrottssegrare blev Halina Konopacka från Polen. Hon vann diskustävlingen på 39,62.
- Indien vann, för första gången, landhockey och inledde därmed en svit på sex raka OS-guld, 1928–1956. Sviten bröts när grannlandet Pakistan vann finalen 1960 mot just Indien med 1-0.
- Det första individuella asiatiska OS-guldet tog japanen Mikio Oda från Hiroshima i tresteg. Segerhoppet mätte 15,21.
- I sabelfäktningen vann Ungern lagtävlingen och inledde därmed en svit på sju raka OS-guld, 1928–1960. Sviten bröts av Italien, som vann med 9-7 i semifinalen 1964.
- I seglingens 6-metersklass, R 6, vann Norge. I besättningen fanns bland andra kronprins Olav, senare kung Olav V och Johan Anker.
- Markisen av Exeter, lord Burghley, vann 400 häck. Han var senare president i Internationella friidrottsförbundet, IAAF, i 30 år, och medlem i IOK, olympiska kommittén, i 45 år.
- Chile tog första OS-medaljen någonsin. Maratonlöparen Manuel Plaza tog nämligen silver.

## Sporter
| - Boxning - Brottning - Cykling - Fotboll - Friidrott - Fäktning |  | - Gymnastik - Landhockey - Modern femkamp - Ridsport - Rodd |  | - Segling - Simhopp - Simning - Tyngdlyftning - Vattenpolo |

## Medaljfördelning
| Plac. | Land          | Guld | Silver | Brons | Totalt antal medaljer |
| ----- | ------------- | ---- | ------ | ----- | --------------------- |
| 1     | USA           | 22   | 18     | 16    | 56                    |
| 2     | Tyskland      | 10   | 7      | 14    | 31                    |
| 3     | Finland       | 8    | 8      | 9     | 25                    |
| 4     | Sverige       | 7    | 6      | 12    | 25                    |
| 5     | Italien       | 7    | 5      | 7     | 19                    |
| 6     | Schweiz       | 7    | 4      | 4     | 15                    |
| 7     | Frankrike     | 6    | 10     | 5     | 21                    |
| 8     | Nederländerna | 6    | 9      | 4     | 19                    |
| 9     | Ungern        | 4    | 5      | 0     | 9                     |
| 10    | Kanada        | 4    | 4      | 7     | 15                    |

## Deltagande nationer
Totalt deltog 46 länder i spelen 1928. Malta, Panama och Rhodesia (dagens Zimbabwe) debuterade vid dessa spel. Tyskland återkom till spelen efter att inte ha bjudits in vid spelen 1920 och 1924.
| | | | |
| - Argentina - Australien - Belgien - Bulgarien - Chile - Danmark - Egypten - Estland - Filippinerna - Finland - Frankrike - Grekland | - Haiti - Indien - Irland - Italien - Japan - Jugoslavien - Kanada - Kuba - Lettland - Litauen - Luxemburg - Malta | - Mexiko - Monaco - Nederländerna - Norge - Nya Zeeland - Panama - Polen - Portugal - Rumänien - Schweiz - Spanien | - Storbritannien - Sverige - Sydafrika - Sydrhodesia - Tjeckoslovakien - Tyskland - Turkiet - Ungern - Uruguay - USA - Österrike |